# Флаг Аргаяшского района
Флаг Аргая́шского муниципального района — официальный символ Аргаяшского муниципального района Челябинской области Российской Федерации. Принят 17 декабря 2002 года.

## Описание
«Флаг Аргаяшского района представляет собой прямоугольное полотнище с соотношением ширины к длине 2:3, разделённое по горизонтали на три неравные полосы: верхнюю жёлтую в 2/9 ширины полотнища, несущую в центре изображение зелёного скачущего коня под возникающим из верха полотнища красным солнцем (без изображения лица), среднюю синюю и жёлтую в 1/9 ширины полотнища каждая».

## Обоснование символики
Аргаяшский район образован 20 августа 1930 года, однако центр района — посёлок Аргаяш свою историю ведёт с 1891—1895 годов — начала строительства железной дороги Челябинск—Екатеринбург.
Флаг муниципального образования «Аргаяшский район» по своему содержанию един и гармоничен. Фигуры флага аллегорически показывают, что Аргаяшский район в основе своей является сельскохозяйственным районом.
Жёлтая часть полотнища — символ урожая и труда.
Жёлтый цвет (золото) в геральдике символизирует величие, уважение, великолепие.
Конь — символ отваги, трудолюбия и щедрости, символизирует устремлённость будущее.
Зелёный цвет — цвет весны, созревания, нового роста, плодородия; в геральдике символизирует надежду, радость, здоровье.
Возникающее солнце — символ творящего первоначала, являясь источником тепла, мира и согласия, изливает на землю поток жизнетворных сил, а на людей — свою благодать. Люди солнца — мудрые, верные, надёжные друзья.
Красный цвет символизирует мужество, праздник, красоту.
Синяя часть полотнища дополняет символику природы района и аллегорически указывает на курортную зону уникального озера Увильды, известного радоновыми источниками и целебными грязями.
Синий цвет (лазурь) в геральдике — символ возвышенных устремлений, искренности и добродетели.
Вместе с тем композиция флага аллегорически передают топонимику слова «арга-яш» — солнечный берег, делая, тем самым, флаг полугласным.